# Laura Rius Arán
Laura Rius Arán (Barcelona, 1991) es una directora de cine española, productora ejecutiva, directora de fotografía, montadora y guionista de películas como Las amigas de Ágata y El jardín. 

## Trayectoria
Ríus se graduó en Comunicación Audiovisual por la Universidad Pompeu Fabra de Barcelona. Su trabajo de fin de carrera fue la película Las amigas de Ágata que dirigió junto a Laia Alabart, Alba Cros y Marta Verheyen, y por la que ganaron el premio Abycine Indie en el Festival Internacional de Cine de Albacete, entre otros reconocimientos y nominaciones. 
La película se ha convertido en un retrato perfecto sobre la evolución emocional de cuatro amigas antes de cumplir los 20 años, en el momento de pasar del instituto a la universidad. La manera de narrar la película de una forma completamente nueva les ha valido a sus cuatro directoras ser reconocidas con menciones especiales por la crítica.

## Premios
En 2014, la película Las amigas de Ágata recibió el Premio Abycine Indie en el Festival Internacional de Cine de Albacete. También obtuvo la mención especial del Jurado de la Crítica ACCEC y el Premio de Jurado Joven, en el Festival Internacional del Cine de Tarragona REC 2015 y, en el mismo año, el Premio del Público en el Festival de Cine de Autor de Barcelona. En los Premios Gaudí, recibió la nominación a la Mejor Película.